# 서윤기
서윤기(徐允基, 1970년 9월 29일 ~ )은 대한민국의 더불어민주당 소속 정치인이다. 제5대 관악구의회 의원을 지냈고, 제8·9·10대 서울특별시의회 의원으로 제10대 서울시의회 운영위원장으로 일했다.

## 생애
서윤기는 1970년 9월 29일 전남 영암에서 태어났다. 5세가 되던 해에 서울 봉천동으로 이사 왔다. 봉천초·상도중·인헌고를 졸업하였다. 1989년 세종대학교 교육학과에 입학하여, 1996년 졸업하였다. 2003년부터 2005년까지 숭실대학교 교육대학원 교육학을 전공하였고, 석사학위를 받았다. 2016년부터 현재까지 아주대학교 박사과정에 재학중이다. 205특공여단 육군 병장 만기제대 하였다. 평생교육사와 중등정교사 자격이 있다.

## 정치입문
89학번인 서윤기 의원은 대학교를 졸업하고 20대 후반 관악구에서 관악청년회 활동으로 지방자치에 관심을 가지기 시작했다. 1997년 한국 청년단체 협의회(한청협)에서 개최한 청년 대상 지방자치 교육 등을 통해 지방자치의 강화와 참여 민주주의의 확대가 필요함을 깨닫게 되었다. 당시 중견 화장품회사(나드리화장품)의 회사원으로 퇴근과 주말의 시간을 활용해 지방의회 감시 활동, 지역 현안에 대한 주민 참여 운동에 함께하였다. 16대 대선에는 관악지역의 노사모활동으로 관악지역 정치인들과 교분이 시작되었다. 이후 대학원을 진학하고 IT벤처 인터넷 교육컨텐츠 제작 사업을 시작하였다.  열린우리당 창당 후 지역에서 입당 제안을 받고, 2005년 열린우리당에 입당하였다. 2006년 제 5회 전국 동시지방선거에 열린우리당의 기초의원 후보로서 관악(갑)지역 다선거구(봉천2,3,5,6동) 구의원으로 출마하여 당선됐다. 당시, 관악(갑)지역의 열린우리당 후보는 모두 낙선하였고, 신예이자 열린우리당 최연소 후보였던 서윤기만 당선되는 이변이 연출 되었다. 당시 서윤기 후보는 선거구의 상업지역을 꼭대기층부터 지하층까지 저인망식으로 4차례나 훑고 다니는 부지런한 선거운동으로 지역 주민들에게 큰 인상을 남겼다. 한편, 지역에서 초,중,고등학교를 모두 다니는 등 지역 기반이 탄탄 했던 것도 열린우리당 관악(갑)지역 유일 당선에 한 몫 했던 것으로 알려졌다.

## 의정 활동
제5대 관악구 구의원 시절 밑창을 세 번 이상 갈며 동네를 뛰어다니며 의정활동을 한 결과 2009년 의정활동 모범 국회의장상 최우수상과 제1회 매니페스토 약속대상 최우수상을 수상하였다. 2010년에는 서울특별시의회에 입성하여 제8대 시의원이 되었다. 8대 시의원으로 활동하며 주민참여예산 조례, 민주시민교육에 관한 조례, 주민참여기본조례를 제정(대표발의)하여 서울시의 참여민주주의 확대를 위한 제도적 기반을 마련하였다. 2014년 서울특별시의회 제9대 시의원으로 재선에 성공하였으며, 2018년엔 지방의회 후보 중 전국 최다 득표로 당선되어 3선 시의원이자 제10대 서울특별시의회 의원이 되었다. 10대 서울시의회에서는 운영위원회 위원장으로 선출되었고 더불어 전국시도의회 운영위원장 협의회의 회장으로 선출되어 지방의회 발전과 자치분권 및 지방자치법 개정을 위해 큰 힘을 쏟았다.

## 주요 활동
- 서울시 '장애인 탈시설 지원' 물꼬 텄다[4] 찬반 논쟁으로 뜨거웠던 ‘서울시 장애인 탈시설 및 지역사회 정착 지원에 관한 조례(이하 탈시설 조례)’가 2022년 6월 21일 제10대 서울특별시의회 마지막 본회의 문턱을 넘어선 것이다. 이날 제308회 정례회 본회의에서 통과한 탈시설 조례는 2022년 5월 25일 서윤기 서울시의원이 발의한 조례안을 수정한 내용으로, 장애인을 수동적인 보호의 대상에서 자율적인 인권의 주체로 인정하는 방향으로 장애인 정책의 패러다임이 전환되는 추세임을 반영하는 취지다. 이 날 서윤기 의원은 찬성토론을 통해 "먼 훗날 이 조례의 제정이 길이 기억될 것입니다.  친환경 무상급식 조례가 그랬고, 학생인권 조례가 그랬고, 청년 기본 조례, 1인가구 지원 조례가 그러했습니다.  장애인 정책의 위대한 반 발짝의 전진이 될 것입니다."[5]라고 역설했다.
- 서울시의회 제302회 임시회 제2차 본회의 첫번째 시정질문을 나선 서윤기 의원은 양재동 화물터미널 부지 파이시티 사업에 대한 오세훈 시장의 “수백개 사업을 어떻게 다 기억하냐”는 답변에 "사실 앞에 겸손하라" 일갈하였다. 같은 날 방역 책임론 돌출 발언한 김도식 부시장의 사과도[6] 이끌어 내는 등 날카로운 의정활동으로 이목을 끌었다.
- 경제정의실천시민연합에 따르면 지난 2018년 7월부터 2022년 1월 전국 17개 광역의회 소속 의원 855명이 발의한 조례(일부개정, 전부개정, 제정 포함) 9698건을 분석한 결과, 광역 의원은 연 평균 2.99건의 조례안을 발의한 것으로 나타났다. 조례 발의가 가장 많은 의원은 서윤기 서울시 의원(더불어민주당)으로 연 평균 14.75건의 조례를 발의했다.[7] 이 기간 서윤기 의원은 총 59개의 조례안을 대표 발의 했다.
- ‘1인가구 지원 조례’ 전국 최초로 본격 시행: 2016년 3월, 서윤기 의원은 서울시 1인가구 증가로 가족 가치의 약화, 개인주의 심화 등 다양한 문제가 발생하고 있으며, 복지 사각지대에 놓여있는 1인가구를 위한 지원 조례를 전국 지방자치단체 가운데 처음으로 제정했다. 조례 제정 이후 2017년 서울시가 처음으로 대대적인 실태조사를 진행했고, 현재 1인가구 지원 기본계획이 수립될 예정에 있다.[8]

- 제10대 서울시의회 운영위원장 활동: 2018년 7월 105명이 투표에 참여한 선거에서 102표를 얻은 서윤기 의원이 새롭게 제10대 서울시의회 운영위원장에 최종 당선됐다. 서윤기 의원은 “운영위원회는 의회 운영 전반에 대한 주요 결정과 다양한 의견을 조율하는 역할을 담당하는 선임위원회로, 성년기에 접어든 지방자치와 지방의회 발전을 위한 당면한 현안들을 생각할 때는 막중한 책임감을 느낀다”고 밝혔다. 서윤기 의원은 현재 지방의회가 처한 현실에 대해서 “서울시는 행정수요가 증가하면서 공무원 총 정원이 1만 8천167명에 이를 정도로 거대한 조직인반면 우리 시의회사무처 공무원 정원은 300명에 불과한데 이는 2%에도 미치지 못하는 인력으로 서울시정의 건전한 비판세력으로 충분히 역량을 발휘하라고 요구하는 것 자체가 말이 되지 않는다"고 하며, 시작부터 지나치게 불균형하게 만들어진 우리 지방자치의 현실을 바로잡을 것을 역설했다.[9]

- 전국시·의회운영위원장협의회 회장 당선: 전국시·도의회운영위원장협의회 회장으로 선출된 서윤기 의원은 진정한 자치분권을 실현하기 위해 ‘지방자치법’ 개정을 통해 △정책지원 전문인력 확보 △자치입법권 확대 △지방의회 인사권 독립 △자치조직권 강화 △지방의회 예산편성권 확보 △인사청문회 법제화 △교섭단체 운영·지원 체계 마련과 같은 법·제도적 문제점이 개선될 수 있도록 주력을 다하겠다고 했다. 또한 2018년 10월 전국시·도의회운영위원장협의회 정기회에서 “지방자치를 실현해야 하는 「지방자치법」이 오히려 자치분권 추진의 걸림돌이 되고 있는 지금의 상황을 반드시 바꿔야 한다”며, “향후 국회에서 논의될 「지방자치법 전부개정안」에 지방의회의 요구사항이 반드시 반영될 수 있도록 힘을 모아 달라”고 당부했다.[10]

- ‘시민행복 증진 조례’ 대표발의: 서윤기 의원은 2017년 8월 7일 서울시민의 행복을 증진시키기 위해 ‘서울특별시 시민행복 증진 조례안’을 대표발의했다. 우리나라 헌법 제10조에서 모든 국민은 행복을 추구할 권리를 가진다고 천명하고 있지만, 국가와 지방정부 단위에서 행복이 무엇이고 어떻게 국민과 시민을 행복하게 할 것인가에 대한 담론은 부족했다. 이에 서윤기 의원은 한 국가와 도시의 지속가능한 발전은 시민이 행복할 때 비로소 가능하다는 철학을 가지고, 공공정책이 시민 행복 중심의 서울시정으로 추진될 수 있도록 제도적 기반을 마련하기 위해 ‘시민 행복증진 조례안’을 발의했다. 동 조례안은 서울시민의 행복추구 및 행복 증진을 위해 필요한 실태조사와 행복지수, 행복인지예산 등의 내용을 담고 있다.[11]

- 보건복지부 ‘청년수당 직권취소’ 규탄 성명 발표: 2016년 8월 4일 서울특별시의회 청년발전특별위원회 위원장으로 활동했던 서윤기 의원은 보건복지부가 서울시의 청년활동지원정책을 ‘직권취소’한 것에 대하여 강력한 규탄 성명을 발표했다. 2016년 8월부터 시행하는 청년활동 지원수당 지급을 원천 봉쇄하고자 하는 보건복지부의 월권행위인 청년활동지원정책 직권취소를 철회하고, 헌법에서 보장된 자치권을 보장할 것을 촉구하며, 서울시의회에서 의결한 청년활동지원정책이 수포로 돌아가지 않도록 서울시가 적극적인 대응으로 만전을 다해줄 것을 당부하는 내용의 성명서를 발표했다.[12]

- 프리랜서들의 권익 보호와 지원에 앞장: 서윤기 의원은 그동안 정책의 사각지대에 놓여있던 프리랜서의 권익 보호와 안정적인 활동 지원을 위해 2018년 9월 ‘서울특별시 프리랜서 권익 보호 및 지원에 관한 조례’를 전국 최초로 제정했다. 방송제작 현장의 노동환경을 고발하며 스스로 목숨을 끊은 故이한빛 PD의 죽음을 보면서, 사회 각 분야 프리랜서의 노동환경 개선과 촘촘한 사회적 안전망 구축을 위해 조례를 제정하였으며 현재 시행중에 있다.[13]

- 국가유공자 홀대하는 서울시 마을버스 정책 실태 고발: 2018년 7월 서윤기 의원은 ‘국가유공자들이 교통수단 중 마을버스를 탈 때만 요금을 낸다’는 제도 개선의 필요성을 제기했다. ‘국가유공자 예우 차원에서 무료로 이용을 지원하는 교통시설에서 마을버스만 제외되어 있는 상황’을 지적했다. 국가유공자, 독립유공자 5·18민주화유공자 등은 관련 법률에 근거해 열차와 도시철도를 무료로 탈 수 있으며, 시내·시외·고속버스도 국가보훈처와 전국버스운송사업조합연합회의 계약에 따라 복지카드 소지 시 무료 또는 할인 요금으로 이용할 수 있는 상황이지만, 마을버스는 이 계약에 포함되어 있지 않다. 이에 따라 서윤기 의원은 국가유공자를 위한 현 서울시 마을버스 정책의 제도 개선 필요성을 주장했다.[14]

- 청년발전특별위원회 위원장 활동: 2015년 11월 27일부터 2018년 6월 30일가지 청년발전 특별위원회 위원장으로 활약했다. 9대 청년발전특별위원회 위원장을 역임하면서 청년수당, 청년주거, 청년일자리 등 혁신적인 청년정책 도입의 산파역을 해냈다. 청년의회를 공동주최하여 청년정책제안을 청취하였고, 기존에 운영되던 청년활동보장 예산을 2배 증액하였으며, 2016년 청년지원·안전망 구축 위한 청년활동지원센터 개원을 통해 청년들의 멘토링, 직무탐색, 사회연결망을 지원했다. 또한 청년 1인주거 공급확대 등 청년발전을 위한 종합적이고 다각적인 정책대안을 마련했다. 현재도 청년특별위원회 위원으로 활동 중에 있다.[15]

- 시민혈세 572억, 서울시 서소문청사 증축사업 제동: 서울시의회 행정자치위원회 2016년도 제3차 수시분 공유재산 관리계획안 심사를 통해 서윤기 의원은 직원 사무공간 부족 및 임차청사를 해소하기 위해 서소문별관 여유부지에 건물 2동(별관 5동, 뜨락카페)을 철거하고, 572억원을 투자하여 별관 2동 청사를 증축하고자 하는 사업에 제동을 걸었다. 서윤기 의원은 서소문청사 리모델링만이 아닌 대체방안도 모색하여 비용대비 효과성 등을 살펴보았어야 함에도 다른 입지에 대한 비교 고찰없이 사업을 추진하려 하고 있고, 2982억원을 들여 신청사를 건립(2012년 8월 준공)한지 4년 반 만에 새로운 청사를 건립하는 것에 대해 타당한 계획없이 진행하고 있으며, 청사 증축 등은 향후 공무원 충원계획을 반영하고, 현재임차 청사에서 근무하는 직원(924명) 모두를 수용할 수 있는 공간이어야 하나, 증축 면적은 14,174㎡로 임차 청사(18,428㎡)를 해소하기에도 턱없이 부족하다고 지적하며 서울시 서소문청사 증축사업에 제동을 걸었다.[16]

- ‘낙성대는 스타트업 창업의 최적지’ 발언: 서윤기 의원은 2018년 11월 23일 ‘관악구 낙성벤처밸리 미래비전 대토론회’에서 “관악구 지역은 서울대를 비롯한 우수한 인적자원과 연구역량에도 불구하고, 오랜 기간 다른 지역에 값싼 노동력을 공급하는 베드타운 역할만 제한적으로 맡아왔다”고 하며, 최근 교통여건이 크게 개선되고, G밸리와 양재 R&D단지를 비롯한 인근 지식기반산업 밀집지역과의 연계성이 크게 강화되면서 낙성대는 스타트업 창업의 최적지로 부상하고 있음을 주장했다. 낙성벤처밸리의 조성과 활성화를 위해서는 산/학/관/연의 효과적인 네트워크 구축이 중요함을 강조했다.[17]

- KBS 1TV ‘세상을 바꾸는 힘 – 지방의회 부활 26년’ 출연: 2017년 10월 29일 지방자치의 날 특집 다큐멘터리 ‘세상을 바꾸는 힘 – 지방의회 부활 26년’에 출연했다. 혼자 사는 청년과 소외 계층을 위한 1인 가구를 위한 조례를 전국 최초로 발의한 서윤기 의원의 의정활동 발자취가 담겨있다. 주민들의 사소한 불편이나 지역 중요 현안을 해결하기 위해 곳곳을 돌아다니며 주민들의 입을 대변하기 위해 노력하고 있는 국내 지방의원의 활약을 살펴볼 수 있다.[18]

- 서울시 ‘주민참여예산제 운영 조례’ 제정: 지방재정법 개정(2011.03.08.)으로 의무화 된 주민참여예산제도 운용을 위해 서윤기 의원은 ‘주민참여예산 조례’를 대표발의했다. 2012년 5월 서윤기 의원은 서울시 예산편성과정에서 주민참여를 보장하고 예산의 투명성을 증대하기 위하여 필요한 사항을 규정하는 내용을 담을 ‘주민참여예산제 운영 조례’를 입안했다.[19]

## 약력
- 봉천초등학교(14회 졸업)
- 상도중학교(15회 졸업)
- 인헌고등학교(2회 졸업)
- 세종대학교 교육학과 졸업(학사)
- 숭실대학교 교육대학원 교육공학 졸업(교육학 석사)
- 아주대학교 일반대학원 교육학과 박사과정 재학

- 서울KYC 대표

- (전) 대통령자문 국가균형발전위원회 자문위원(참여정부)

- (전) 민주당 중앙당 정책위원회 부의장

- (현) 사단법인 미래교육희망 상임이사

## 정치 경력
- 2006.07.01.~2010.06.30. 제5대 관악구 구의원
- 2010.07.01.~2014.06.30. 제8대 서울특별시의회 의원
- 2012.07.16.~2014.06.30. 운영위원회 위원
- 2010.07.16.~2014.06.30. 교육위원회 위원
- 2014.07.01.~2018.06.30. 제9대 서울특별시의회 의원
- 2014.07.17.~현재 행정자치위원회 위원
- 2015.11.27.~2018.06.30. 청년발전특별위원회 위원장
- 2016.09.10.~2017.09.09. 예산결산특별위원회 부위원장
- 2018.07.01.~2022.06.30 제10대 서울특별시의회 의원
- 2018.07.11.~2020.07. 운영위원회 위원장
- 2018.07.11.~2020.07. 보건복지위원회 위원
- 2018.10.~2019.12. 계약투명성 심의회 위원
- 2019.11.~2020.11. 청년 특별위원회 위원
- 2020.05.~2022.06 교육연수위원회 위원
- 2020.05. 서울특별시의회 시민의 삶을 바꾼 조례 선정위원회 위원
- 2020.08.~2022.06 기획경제위원회 위원
- 2021.03.~2022.06 기획경제위원회 자치경찰제 시행준비 소위원회 위원

## 수상 실적
- 2009년 의정활동 모범 국회의장상 최우수상

- 2009년 제1회 매니페스토 약속대상 최우수상 수상

- 2013년 지방의원 매니페스토 공약이행부문 최우수상 수상

- 2017년 전국시·도의회의장협의회 주최 ‘제4회 우수의정 대상’ 수상

- 2017년 지방의원 매니페스토 약속대상 공약이행분야 최우수상 수상

## 역대 선거 결과
|  | 17.46% |

|  | 56.91% |

|  | 59.52% |

|  | 66.93% |